# Rudson Leite
Rudson Leite da Silva (Boa Vista, 20 de julho de 1963) é um empresário e político brasileiro, filiado ao Partido Verde (PV).  Em 2014, foi eleito segundo-suplente do senador Telmário Mota, eleito pelo PDT, para o Senado Federal.
Em 5 de junho de 2018, após licença de Mota, tomou posse para o exercício do mandato.